# Cecílie Řecká a Dánská
Cecílie Řecká a Dánská (řecky Πριγκίπισσα Καικιλία της Ελλάδας και Δανίας; 22. června 1911 – 16. listopadu 1937) byla rodem řecká a dánská princezna, která se sňatkem s princem Jiřím Donatem Hesenským, pretendentem hesenského velkovévodství, stala dědičnou velkovévodkyní hesenskou. Byla také třetí nejstarší sestrou řeckého a dánského prince Philipa (pozdějšího vévody z Edinburghu).
Cecílie, třetí z pěti dětí řeckého a dánského prince Ondřeje a princezny Alice z Battenbergu, prožila šťastné dětství. V útlém věku však byla svědkem balkánských válek (1912-1913), po nichž následovala první světová válka (1914-1918) a řecko-turecká válka (1919-1922). Pro mladou princeznu a její příbuzné měly tyto konflikty dramatické následky a vedly k jejich exilu ve Švýcarsku (v letech 1917-1920) a poté ve Francii (v letech 1922-1936). Během exilu byla Cecílie a její rodina závislá na štědrosti svých zahraničních příbuzných, zejména Marie Bonapartová (která jim nabídla ubytování v Saint-Cloud) a lady Louis Mountbatten (která je finančně podporovala).
Rok 1929 byl v životě Cecílie zlomový. Navázala vztah se svým bratrancem z matčiny strany, Jiřím Donatem, dědičným velkovévodou hesenským. Přibližně ve stejné době její matku postihla duševní krize, která vedla k jejímu umístění ve švýcarské psychiatrické léčebně až do roku 1933. Po svatbě s Jiřím Donatem v roce 1931 se Cecilie přestěhovala do Darmstadtu. Tam porodila jejich tři děti, Ludvíka (1931-1937), Alexandra (1933-1937) a Johanu (1936-1939), a v roce 1937 otěhotněla se čtvrtým dítětem. Zpočátku se od nacistického hnutí distancovala, ale v květnu 1937 vstoupila do nacistické strany současně se svým manželem.
Brzy poté se princezna s rodinou vydala na cestu do Spojeného království, kde se měla zúčastnit svatby svého švagra prince Ludvíka Hesenského s Margaret Campbell Geddesovou. Letadlo, v němž cestovali, se však v plamenech zřítilo nedaleko Ostende a všichni cestující na místě zahynuli. Jejich ostatky byly repatriovány do Darmstadtu a 23. listopadu 1937 pohřbeny ve velkovévodském mauzoleu v Rosenhöhe.

## Původ, dětství

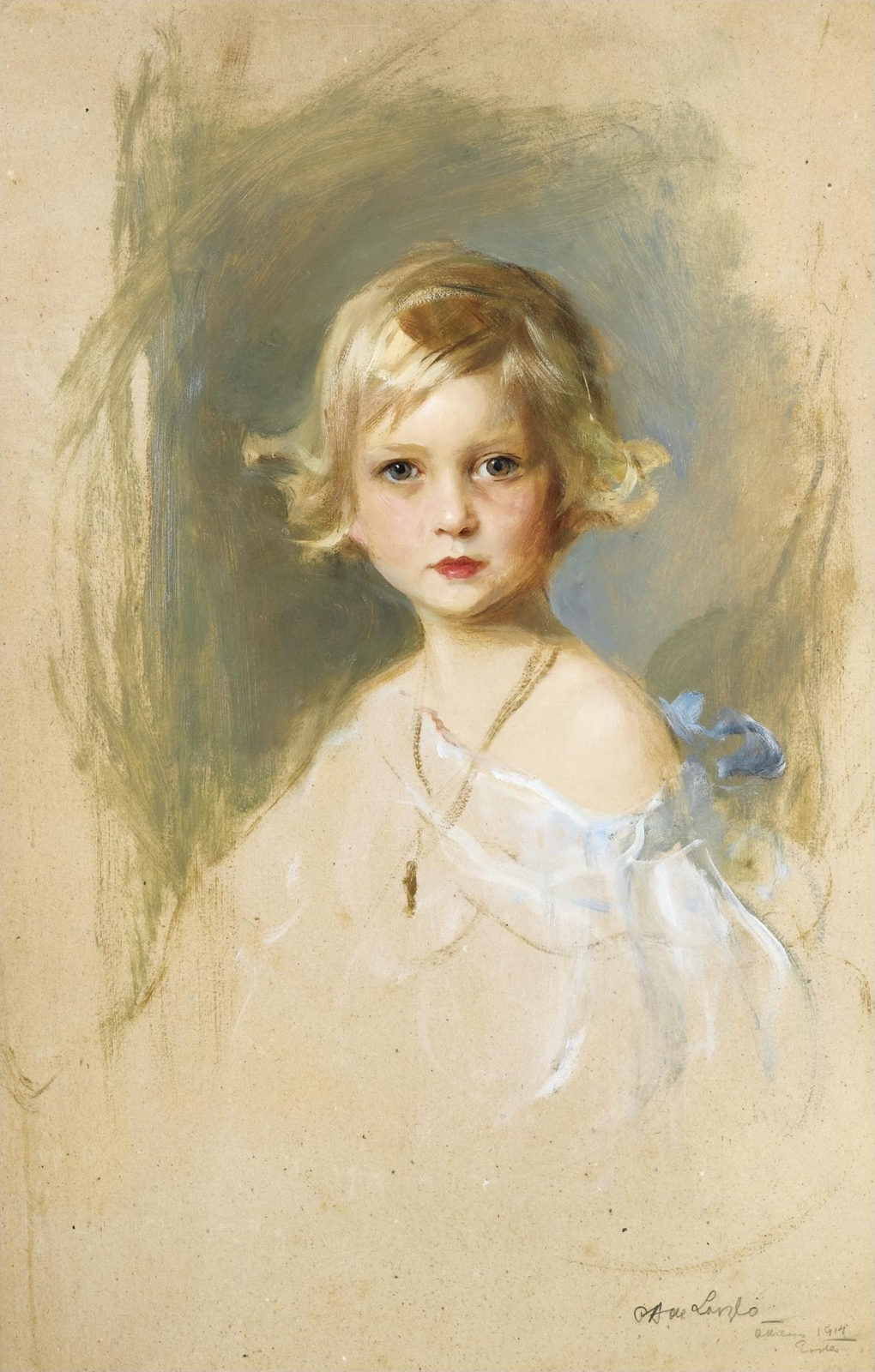
Princezna Cecílie Řecká a Dánská na portrétu Philipa de Lászla, 1914

Cecílie, třetí dcera řeckého a dánského prince Ondřeje a princezny Alice z Battenbergu, se narodila 22. června 1911 v paláci Tatoi nedaleko Athén. Pokřtěna byla 10. července a jejími kmotry byli král Jiří V. ze Spojeného království, Arnošt Ludvík, velkovévoda hesenský, řecký a dánský princ Mikuláš a ruská velkokněžna Věra Konstantinovna.
Cecílie prožila šťastné dětství ve společné domácnosti, kterou tvořily již dvě dcery, Margarita (1905-1981) a Teodora (1906-1969), a která se dále rozrostla o Sofii (1914-2001). Jako nejoblíbenější dítě svého otce vyrůstala v Athénách, Tatoi a na Korfu, kde její otec zdědil Mon Repos po zavraždění krále Jiřího I. v roce 1913. Pocházela z kosmopolitní dynastie, Cecílie a její sestry komunikovaly s matkou anglicky, ale se svými příbuznými a guvernantkami používaly také francouzštinu, němčinu a řečtinu, dívky také v útlém věku cestovaly s rodinou do zahraničí. V letech 1911 a 1913 se tak Cecilie vydala do Velké Británie a Německa, kde se seznámila s matčinými příbuznými.
První roky života Cecílie byly poznamenány nestabilitou, kterou Řecké království zažívalo na počátku dvacátého století. V letech 1912-1913 se Řecko zapojilo do balkánských válek, během nichž princ Ondřej sloužil pod korunním princem Konstantinem, zatímco princezna Alice pracovala jako ošetřovatelka zraněných vojáků. Obzvláště je však zasáhla první světová válka, která způsobila rozkol mezi jednotlivými větvemi jejich rodiny, neboť Řecko odložilo svou neutralitu kvůli Trojspolku. 1. prosince 1916 se Cecílie a její sestry nacházely v královském paláci v Athénách, když byl během bitvy v hlavním městě bombardován francouzským námořnictvem.

### Exil ve Švýcarsku

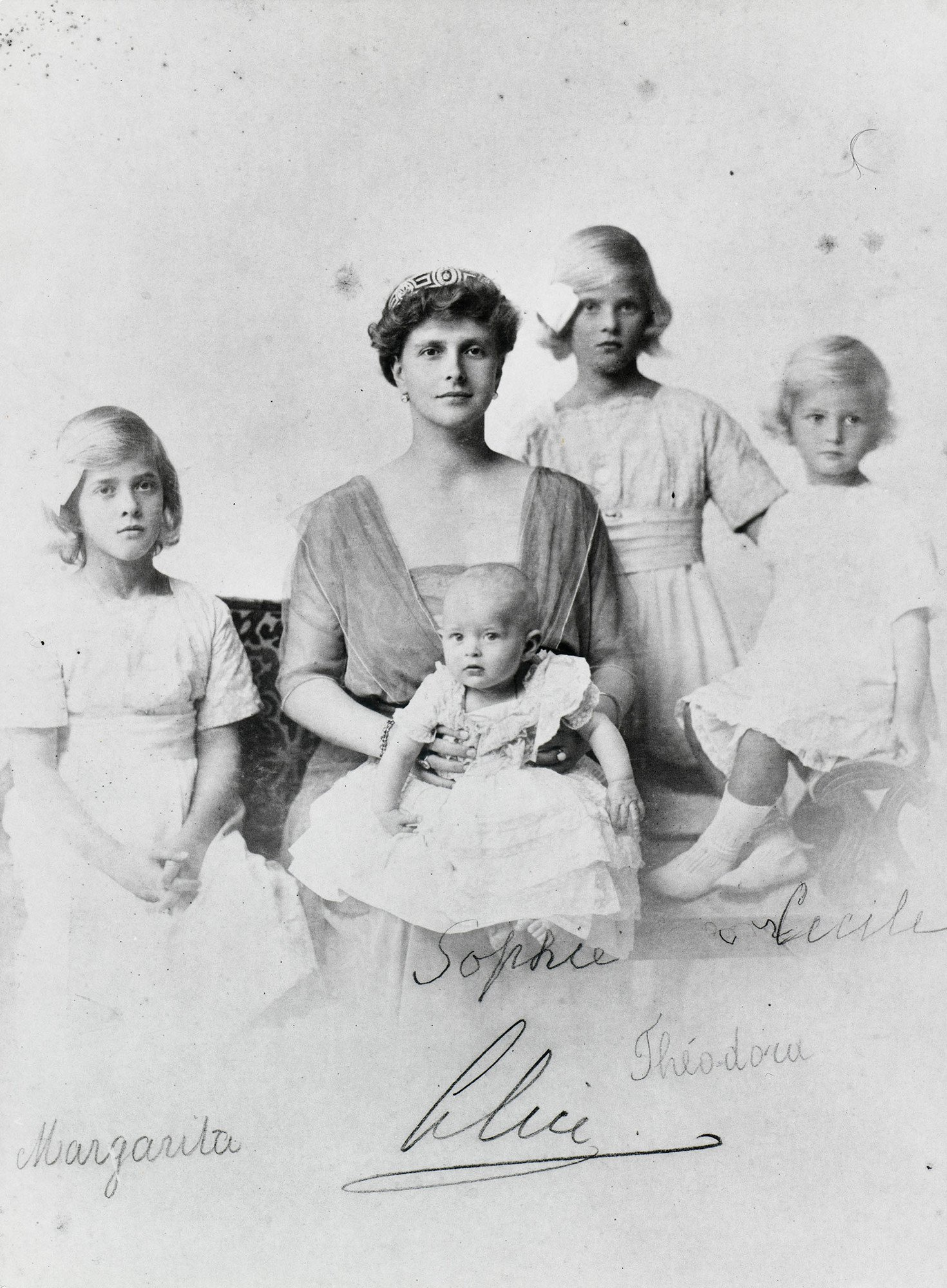
Cecílie s matkou a sestrami, 1914

V červnu 1917 byl král Konstantin I. konečně sesazen a vyhnán z Řecka spojenci, kteří ho na trůně nahradili jeho druhým synem, mladým Alexandrem. O patnáct dní později byla zase rodina Cecílie donucena k exilu, aby se odstranila možnost ovlivňování nového panovníka jeho blízkými. Malá skupina, která byla nucena pobývat v německy mluvícím Švýcarsku, se nejprve ubytovala v hotelu ve Svatém Mořici a poté se usadila v Lucernu, kde žila s nejistotou ohledně své budoucnosti.
Vyhnanství však nebylo jediným zdrojem obav rodiny. Po ruské revoluci v roce 1917 byli někteří příbuzní Cecílie (Romanovci) v Rusku zavražděni. Krátce po těchto událostech byl v zimě 1918-1919 spolu se všemi ostatními německými dynastiemi svržen i velkovévodský rod Hesenska, s nímž byla Cecílie prostřednictvím své matky úzce spřízněna. V neposlední řadě rodina prošla zdravotními problémy - Cecilie v roce 1920 onemocněla chřipkou a spalničkami.
Na začátku roku 1919 se Cecílie znovu setkala se svou babičkou z otcovy strany, královnou vdovou Olgou, kterou bolševici ušetřili díky diplomatické intervenci Dánů. V následujících měsících se Cecílie zúčastnila rodinného setkání se svými prarodiči z matčiny strany a setkala se s tetou Luisou a strýcem Louisem Mountbattenem. Pro Cecílii, která nyní tvořila duo se svou mladší sestrou Sofií, nebyl exil jen synonymem smutku, ale také příležitostí k dlouhým rodinným setkáním a procházkám po horách.

### Krátký návrat do Řecka

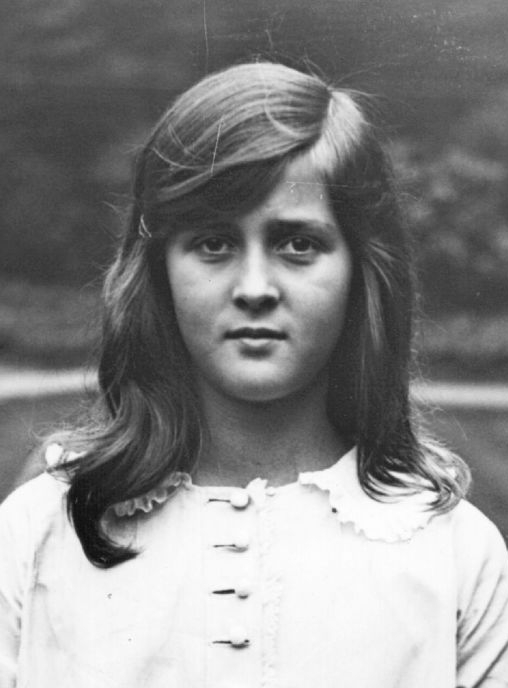
Princezna Cecílie, 1922

Dne 2. října 1920 pokousala krále Alexandra, bratrance Cecilie, na procházce v Tatoi domácí opice. Ve špatné péči onemocněl sepsí, která u něj 25. října zvítězila, aniž by k jeho lůžku mohl přijít kdokoli z jeho rodiny. Smrt panovníka vyvolala v Řecku prudkou institucionální krizi. Premiér Eleftherios Venizelos, který již od roku 1919 uvízl v nové válce proti Turecku, prohrál v roce 1920 řecké parlamentní volby. Ponížený odešel do zahraničí, zatímco referendum znovu dosadilo na trůn Konstantina I.
Princ Ondřej byl v Athénách triumfálně přijat 23. listopadu 1920 a o několik dní později se k němu připojila i jeho manželka a čtyři dcery. Cecílie se poté vrátila s rodinou na Korfu. Ve stejné době princezna Alice zjistila, že je opět těhotná. 10. června 1921 rodina přivítala Philipa (1921-2021), pozdějšího vévodu z Edinburghu. Radost, která provázela toto narození, však byla zastřena nepřítomností prince Ondřeje, který se připojil k řeckým jednotkám v Malé Asii během okupace Smyrny. Navzdory obavám z války si Cecílie a její sourozenci užívali života v Mon Repos, kde je na jaře 1922 navštívila babička z matčiny strany a teta Luisa. V parku poblíž paláce, postaveném na starověkém hřbitově, se princezny věnovaly archeologii a objevily několik keramických nádob, bronzových kousků a kostí.
V tomto období se Cecílie a její sestry také poprvé zúčastnily řady velkých společenských akcí. V březnu 1921 se princezny zúčastnily v Athénách svatby své sestřenice Heleny s rumunským korunním princem Karlem. V červenci 1922 odjely do Velké Británie, aby šly za družičky na svatbu svého strýce Louise Mountbattena s bohatou dědičkou Edwinou Ashleyovou, jejíž krása Cecílii fascinovala. 
Vojenská porážka Řecka proti Turecku a politické nepokoje, které to vyvolalo, však narušily život Cecílie a její rodiny. V září 1922 Konstantin I. abdikoval ve prospěch svého nejstaršího syna Jiřího II. O měsíc později byl princ Ondřej zatčen a poté souzen vojenským tribunálem, který ho prohlásil za odpovědného za porážku u Sakarye. Před popravou jej zachránila intervence zahraničních kanceláří, princ byl odsouzen k vyhnanství a zpeněžení. Počátkem prosince 1922 princ a jeho příbuzní urychleně opustili Řecko na palubě lodi HMS Calypso.

### Exil ve Francii a Velké Británii
Po několikatýdenní cestě, která je postupně zavedla do Itálie, Francie a Spojeného království, se Cecílie, její rodiče a sourozenci v roce 1923 usadili v Saint-Cloud, kde se usadili v domě sousedícím s domem princezny Marie Bonapartové, rodina byla sedm let závislá na její štědrosti a dvou dalších Ceciliiných tetách: nejprve princezně Anastázii a poté lady Louis Mountbattenové. Marie Bonapartová financovala studia svých neteří a synovce, zatímco lady Mountbattenová si zvykla nabízet neteřím své „použité“ oblečení. Ve skutečnosti měli Ceciliini rodiče jen malé příjmy a děti byly pravidelnými svědky jejich finančních problémů a potíží s udržením domácnosti.
Cecílie a její rodina, která byla po vyhlášení Druhé řecké republiky v březnu 1924 zbavena řeckého občanství, obdržela od svého bratrance krále Kristiána X. dánské pasy. V Saint-Cloud žila tato malá skupina poměrně prostým životem. Cecílie a její sourozenci pokračovali ve studiu v soukromých institucích a ve volných chvílích je otec pravidelně vodil do Paříže nebo do Bois de Boulogne. Trávil s nimi také dlouhé hodiny hraním tenisu. Každou neděli rodinu přijímala na oběd princezna Marie Bonapartová a řecký a dánský princ Jiří. Cecilie a její rodina se také pravidelně setkávali s řeckým a dánským princem Mikulášem a jeho manželkou Jelenou Vladimirovnou Ruskou, kteří si také vybrali Francii, aby zde strávili čas v exilu se svými dcerami. A konečně se často vídali se svou sestřenicí, dánskou princeznou Markétou, která se po sňatku s princem Reném Bourbonsko-Parmským usadila v pařížském regionu.
Cecílie a její příbuzní často pobývali v zahraničí, zejména ve Spojeném království. V roce 1923 byla princezna pozvána do Londýna, aby šla za družičku na svatbě své tety Luisy Mountbattenové s budoucím švédským králem Gustavem VI. Adolfem. Do Anglie se vrátila v roce 1925 na pohřeb své pratety, královny Alexandry, v roce 1926 odjela do Itálie na pohřeb své babičky z otcovy strany, královny Olgy, o několik týdnů později se vrátila, aby strávila léto ve Velké Británii u své babičky z matčiny strany, vdovy markýzy z Milford Havenu.

## Manželství
Cecílie, kterou její babička z matčiny strany, vdova markýza z Milford Havenu, považovala za nejkrásnější ze čtyř dcer Ondřeje a Alice, debutovala ve Spojeném království v létě roku 1928. V sedmnácti letech se zúčastnila svého prvního plesu v Bridgewater House hraběte a hraběnky z Ellesméry, poté se zúčastnila Coweského týdne a následně byla pozvána králem Jiřím V. na několikadenní pobyt ve skotském Balmoralu.
Přestože její dvě starší sestry byly stále svobodné a relativní chudoba rodičů s touto situací nesouvisela, Cecíliina rodina se nevzdávala snahy najít pro ni vhodného partnera. Její teta Luisa, nyní již švédská princezna, ji chtěla zasnoubit s dánským korunním princem Frederikem, ale plán nevyšel. Až z Německa nakonec pro mladou dívku přijel nápadník. Cecilie se totiž již od dětství stýkala se svými bratranci, princi Jiřím Donatem a Ludvíkem Hesenským, s nimiž se poprvé setkala v roce 1919, kdy žila v exilu ve Švýcarsku. Vztah mezi princeznou a Jiřím Donátem se během roku 1929 změnil v milostný románek a počátkem roku 1930 se oba neoficiálně zasnoubili. V té době bylo Cecilii pouhých 18 let a Jiřímu Donátovi, uchazeči o hesenský trůn, 23 let.

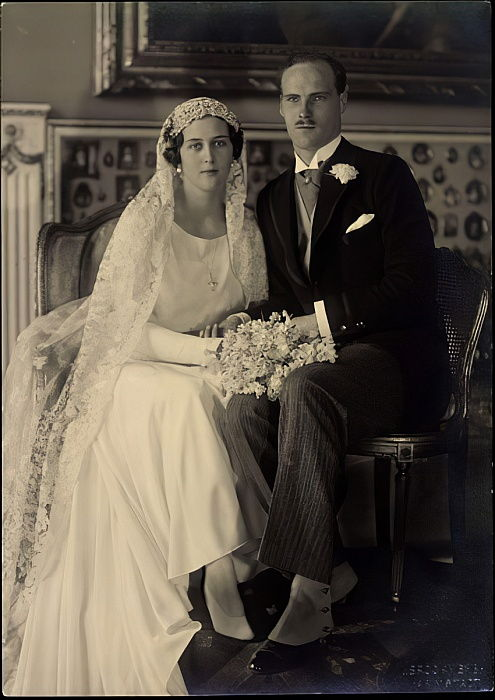
Princezna Cecílie a princ Jiří Donatus v den jejich svatby, 1931

Štěstí princezny však bylo zkaleno situací její matky, jejíž duševní zdraví se prudce zhoršilo po oslavě stříbrného výročí svatby s princem Ondřejem v roce 1928. Princezna Alice, která propadla duševní krizi, sama sebe přesvědčila, že má léčitelské schopnosti a že dostává božská poselství o potenciálních manželích pro své dcery. Sama sebe pak považovala za svatou a brzy se prohlásila za Ježíšovu nevěstu. Princ Ondřej, rozrušený touto situací, se nakonec rozhodl umístit svou manželku do sanatoria. Využil pobytu své rodiny v Darmstadtu u příležitosti oslav Ceciliiných oficiálních zásnub v dubnu 1930 a poslal Alici do psychiatrické léčebny nacházející se ve švýcarském Kreuzlingenu.
Její sestra Sofie se téměř ve stejnou dobu jako ona zasnoubila s jiným členem rodu Hesenských, princem Kryštofem Hesenským, a Cecílie se na svatbu připravovala ve společnosti své mladší šestnáctileté sestry. Obě princezny se proto na jaře 1930 vydaly do Londýna, aby si pořídily nové šaty. Krátce poté se vrátily do Paříže, aby si sestavily výbavu a koupily svatební šaty.
Svatba Sofie a Kryštofa se konala 15. prosince 1930 v zámeckém hotelu Kronberg v Kronbergu im Taunus. Svatba Cecílie a Jiřího Donata se konala 2. února 1931 v Neue Palais v Darmstadtu. K překvapení zahraničních hostů, kteří očekávali mnohem chladnější přijetí od obyvatelstva, které v roce 1918 sesadilo z trůnu velkovévodu Arnošta Ludvíka, vzbudila svatba nadšení lidu, který se houfně scházel, aby se zúčastnil této události a povzbudil svou bývalou panovnickou rodinu.
Pár byl oddán při dvojím náboženském obřadu, pravoslavném i luteránském. Na obřad se sjelo asi padesát hostů z celé Evropy, ale konal se v nepřítomnosti nevěstiny matky princezny Alice, která byla stále hospitalizována ve Švýcarsku.

## Dědičná velkovévodkyně hesenská

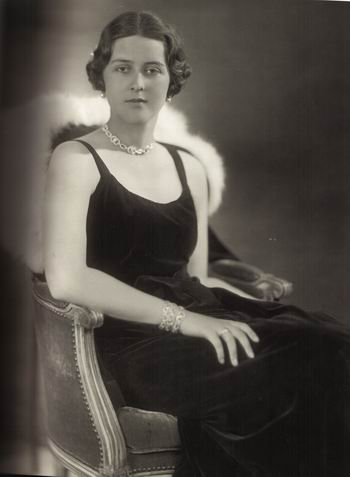
Princezna Cecílie, 1931

Po svatbě se Cecílie a Jiří Donatus přestěhovali do Schloß Wolfsgarten, hlavního sídla velkovévody Arnošta Ludvíka a jeho manželky velkovévodkyně Eleonory, od jejich sesazení. V Hesensku vedli mladí manželé poměrně prostý život, přerušovaný častými pobyty v zahraničí. Cecilie se angažovala v několika charitativních organizacích a stala se předsedkyní spolku Alice Frauen Verein, který se věnoval ženám. Brzy také porodila tři děti:
- Ludvík (25. října 1931 – 16. listopadu 1937)
- Alexandr (14. dubna 1933 – 16. listopadu 1937)
- Johana (20. září 1936 – 14. června 1939)

Cecilie, která měla k rodině velmi blízko, se zajímala o situaci své matky, která zůstala v ústavu až do začátku roku 1933. V tomto období se vztah mezi Alicí a jejími dětmi zkomplikoval. Cecílie s matkou udržovala korespondenci a jednou ji navštívila v Kreuzlingenu. Alice se však na své blízké zlobila, že ji nechali umístit do ústavu, a její hněv se projevoval záchvaty vzteku, které ji například dohnaly k tomu, že roztrhala fotografii, kterou jí Cecílie poslala po narození prvního dítěte.
Po propuštění z nemocnice dala Alice najevo, že chce zůstat mimo rodinu, a uplynuly čtyři roky, než svůj dobrovolný exil ukončila. Během tohoto období jí Cecílie navzdory všemu psala a posílala rodinné fotografie. V prosinci 1936 se Alice konečně rozhodla znovu navázat kontakt se svou rodinou a byla to právě Cecílie, s níž se sblížila jako první. Matka a dcera se znovu setkaly v Bonnu na jaře 1937. Od tohoto data se jejich vztah normalizoval a obě se znovu setkaly v Salemu v červenci 1937. 
Princ Kryštof Hesenský, Cecíliin švagr, vstoupil v roce 1931 do nacistické strany a v roce 1932 do SS.
Ze své strany si hesenská knížata dlouho držela od krajně pravicové strany odstup, protože velkovévoda Arnošt Ludvík neměl pro vůdcovy myšlenky pochopení, v květnu 1937 se však situace změnila. Toho dne Jiří Donatus a Ludvík, dva synové bývalého panovníka, vstoupili do nacistické strany. Po vzoru svého manžela a švagra vstoupila do strany ve stejnou dobu i Cecilie.

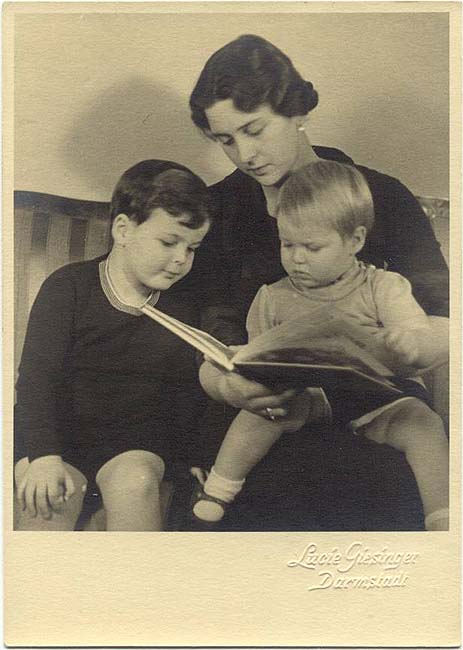
Princezna Cecílie se svými syny, 1935

Zatímco v Německu zabránilo nastolení nacistického režimu jakýmkoli plánům na obnovení monarchie, v Řecku se republika zhroutila po puči generála Georgia Kondyla v listopadu 1935. Jiří II. byl na základě referenda znovu dosazen na trůn a poté zrušil trest vyhoštění, který byl v roce 1922 vynesen nad Cecíliiným otcem. V listopadu 1936 řecký král také zorganizoval navrácení ostatků a popela členů řecké královské rodiny, kteří zemřeli v exilu. Tato událost byla pro Cecílii a její rodinu příležitostí vrátit se poprvé po čtrnácti letech vyhnanství do Řecka.
V roce 1937 Cecilie znovu otěhotněla. V téže době se prudce zhoršil zdravotní stav jejího tchána, velkovévody Arnošta Ludvíka. Bývalý panovník, který trpěl rakovinou plic, doufal, že bude žít tak dlouho, aby se mohl zúčastnit svatby svého druhého syna Ludvíka s Margaret Campbell Geddesovou, která se měla konat 23. října 1937 v Londýně.
Velkovévoda však čtrnáct dní před obřadem, 9. října, zemřel, a novou hlavou hesensko-darmstadtského rodu se tak stal Jiří Donatus. Za těchto okolností byla svatba prince Ludvíka odložena na 20. listopad, aby měla jeho rodina čas na uspořádání pohřbu Arnošta Ludvíka, který se konal 12. října.

## Smrt
Vzhledem k blížící se svatbě prince Ludvíka se Cecílie s rodinou vydala 16. listopadu 1937 do Frankfurtu, aby nastoupila do letadla belgické společnosti Sabena, které je mělo dopravit do Londýna s mezipřistáním v Ostende, kde měli vyzvednout další dva cestující. Malou skupinu, kterou tvořili Ceciíie (v osmém měsíci těhotenství), Jiří Donatus, jejich dva synové Ludvík (6 let) a Alexandr (4 roky) a vdova velkovévodkyně Eleonora, doprovázeli baron Joachim von Riedesel, kterého si Ludvík vybral za svědka, a Alice Hahnová. Podle Philipa Eadeho Cecílie cestu letadlem nesnášela a při podobných výletech se vždy oblékala do černého.
Cesta začala za normálního počasí, ale když se letadlo přiblížilo k Severnímu moři, objevila se hustá mlha. Navzdory špatné viditelnosti se pilot řídil letovým plánem a pokusil se přistát na letišti Ostende-Steene. Během manévru však letadlo narazilo do komína továrny, což způsobilo zničení křídla a motoru letadla. Poté narazilo do střechy budovy, načež bylo odhozeno několik metrů daleko a začalo hořet. Nehoda způsobila okamžitou smrt všech cestujících, včetně novorozence, kterého Cecílie zřejmě porodila během letu.
Navzdory smrti své rodiny se princ Ludvík den po leteckém neštěstí v Londýně oženil s Margaret Campbell Geddesovou. Po svatbě, která se odehrála v atmosféře mimořádného šera, se manželé vydali do Belgie, aby vyzvedli ostatky Cecílie a její rodiny, do té doby uložené v civilní nemocnici v Ostende. Po návratu do Darmstadtu Ludvík s manželkou adoptovali svou neteř Johanu, jediné dítě Cecílie a Jiřího Donata, které se kvůli svému nízkému věku nezúčastnilo cesty letadlem. Johana však o dva roky později, 14. června 1939, zemřela na meningitidu.
Pohřeb Cecílie a jejích příbuzných se konal 23. listopadu 1937 v Darmstadtu. Událost dala podnět k masovému shromáždění, ale také posloužila jako záminka k velkému nasazení vojáků v nacistických uniformách. Byla to také příležitost pro Cecíliiny rodiče, aby se poprvé od roku 1931 setkali. Smíření s tragédií Ondřej a Alice nicméně po pohřbu pokračovali v odděleném životě. Trauma z dceřiny smrti Alici vyléčilo a její psychický stav se po skončení pohřbu vrátil na zcela normální úroveň.
Po obřadu byly ostatky Ceciíie a její rodiny uloženy do rodinné hrobky ve velkovévodském mauzoleu v Rosenhöhe, nedaleko hrobů jejího kmotra a tchána velkovévody Arnošta Ludvíka a jeho dcery Alžběty.

## V populární kultuře
Nehoda figuruje v novele Jeffreyho Archera A Matter of Honour, ve které velkovévoda vlastnil šperky své tety, ruské carevny, které hledalo KGB. Ve skutečnosti neexistují důkazy, že by tomu tak bylo.
Cecílie je vyobrazena v seriálu The Crown na Netflix jako oblíbená sestra prince Philipa.

## Tituly, oslovení a vyznamenání

### Tituly a oslovení
- 22. června 1911 – 2. února 1931: Její královská Výsost princezna Cecílie Řecká a Dánská
- 2. února 1931 – 16. listopadu 1937: Její královská Výsost dědičná velkovévodkyně hesenská

### Vyznamenání
- Řecko: Řád svaté Olgy a Sofie
- Hesensko: Řád zlatého lva
- Spojené království: Korunovační medaile Jiřího VI.

## Vývod z předků
|                        |                                |  |                     |                                   |  |  |  |  |  |  |  | Fridrich Vilém Šlesvicko-Holštýnsko-Sonderbursko-Glücksburský |
|                        |                                |  |                     |                                   |  |  |  |  |  |  |  |                                                               |
|                        | Kristián IX.                   |  |                     |                                   |  |  |  |  |  |  |  |                                                               |
|                        |                                |  |                     |                                   |  |  |  |  |  |  |  |                                                               |
|                        |                                |  |                     | Luisa Karolina Hesensko-Kasselská |  |  |  |  |  |  |  |                                                               |
|                        |                                |  |                     |                                   |  |  |  |  |  |  |  |                                                               |
|                        | Jiří I. Řecký                  |  |                     |                                   |  |  |  |  |  |  |  |                                                               |
|                        |                                |  |                     |                                   |  |  |  |  |  |  |  |                                                               |
|                        |                                |  |                     | Vilém Hesensko-Kasselský          |  |  |  |  |  |  |  |                                                               |
|                        |                                |  |                     |                                   |  |  |  |  |  |  |  |                                                               |
|                        | Luisa Hesensko-Kasselská       |  |                     |                                   |  |  |  |  |  |  |  |                                                               |
|                        |                                |  |                     |                                   |  |  |  |  |  |  |  |                                                               |
|                        |                                |  |                     | Luisa Šarlota Dánská              |  |  |  |  |  |  |  |                                                               |
|                        |                                |  |                     |                                   |  |  |  |  |  |  |  |                                                               |
|                        | Ondřej Řecký a Dánský          |  |                     |                                   |  |  |  |  |  |  |  |                                                               |
|                        |                                |  |                     |                                   |  |  |  |  |  |  |  |                                                               |
|                        |                                |  |                     | Mikuláš I. Pavlovič               |  |  |  |  |  |  |  |                                                               |
|                        |                                |  |                     |                                   |  |  |  |  |  |  |  |                                                               |
|                        | Konstantin Nikolajevič Ruský   |  |                     |                                   |  |  |  |  |  |  |  |                                                               |
|                        |                                |  |                     |                                   |  |  |  |  |  |  |  |                                                               |
|                        |                                |  |                     | Šarlota Pruská                    |  |  |  |  |  |  |  |                                                               |
|                        |                                |  |                     |                                   |  |  |  |  |  |  |  |                                                               |
|                        | Olga Konstantinovna Romanovová |  |                     |                                   |  |  |  |  |  |  |  |                                                               |
|                        |                                |  |                     |                                   |  |  |  |  |  |  |  |                                                               |
|                        |                                |  |                     | Josef Sasko-Altenburský           |  |  |  |  |  |  |  |                                                               |
|                        |                                |  |                     |                                   |  |  |  |  |  |  |  |                                                               |
|                        | Alexandra Sasko-Altenburská    |  |                     |                                   |  |  |  |  |  |  |  |                                                               |
|                        |                                |  |                     |                                   |  |  |  |  |  |  |  |                                                               |
|                        |                                |  |                     | Amálie Württemberská              |  |  |  |  |  |  |  |                                                               |
|                        |                                |  |                     |                                   |  |  |  |  |  |  |  |                                                               |
| Cecílie Řecká a Dánská |                                |  |                     |                                   |  |  |  |  |  |  |  |                                                               |
|                        |                                |  |                     |                                   |  |  |  |  |  |  |  |                                                               |
|                        |                                |  | Ludvík II. Hesenský |                                   |  |  |  |  |  |  |  |                                                               |
|                        |                                |  |                     |                                   |  |  |  |  |  |  |  |                                                               |
|                        | Alexandr Hesensko-Darmstadtský |  |                     |                                   |  |  |  |  |  |  |  |                                                               |
|                        |                                |  |                     |                                   |  |  |  |  |  |  |  |                                                               |
|                        |                                |  |                     | Vilemína Luisa Bádenská           |  |  |  |  |  |  |  |                                                               |
|                        |                                |  |                     |                                   |  |  |  |  |  |  |  |                                                               |
|                        | Ludvík z Battenbergu           |  |                     |                                   |  |  |  |  |  |  |  |                                                               |
|                        |                                |  |                     |                                   |  |  |  |  |  |  |  |                                                               |
|                        |                                |  |                     | Jan Mořic Hauke                   |  |  |  |  |  |  |  |                                                               |
|                        |                                |  |                     |                                   |  |  |  |  |  |  |  |                                                               |
|                        | Julie von Hauke                |  |                     |                                   |  |  |  |  |  |  |  |                                                               |
|                        |                                |  |                     |                                   |  |  |  |  |  |  |  |                                                               |
|                        |                                |  |                     | Sophie Lafontaine                 |  |  |  |  |  |  |  |                                                               |
|                        |                                |  |                     |                                   |  |  |  |  |  |  |  |                                                               |
|                        | Alice z Battenbergu            |  |                     |                                   |  |  |  |  |  |  |  |                                                               |
|                        |                                |  |                     |                                   |  |  |  |  |  |  |  |                                                               |
|                        |                                |  |                     | Karel Hesenský                    |  |  |  |  |  |  |  |                                                               |
|                        |                                |  |                     |                                   |  |  |  |  |  |  |  |                                                               |
|                        | Ludvík IV. Hesenský            |  |                     |                                   |  |  |  |  |  |  |  |                                                               |
|                        |                                |  |                     |                                   |  |  |  |  |  |  |  |                                                               |
|                        |                                |  |                     | Alžběta Pruská                    |  |  |  |  |  |  |  |                                                               |
|                        |                                |  |                     |                                   |  |  |  |  |  |  |  |                                                               |
|                        | Viktorie Hesensko-Darmstadtská |  |                     |                                   |  |  |  |  |  |  |  |                                                               |
|                        |                                |  |                     |                                   |  |  |  |  |  |  |  |                                                               |
|                        |                                |  |                     | Albert Sasko-Kobursko-Gothajský   |  |  |  |  |  |  |  |                                                               |
|                        |                                |  |                     |                                   |  |  |  |  |  |  |  |                                                               |
|                        | Alice Sasko-Koburská           |  |                     |                                   |  |  |  |  |  |  |  |                                                               |
|                        |                                |  |                     |                                   |  |  |  |  |  |  |  |                                                               |
|                        |                                |  |                     | královna Viktorie                 |  |  |  |  |  |  |  |                                                               |
|                        |                                |  |                     |                                   |  |  |  |  |  |  |  |                                                               |